# 아웃 포 킬
《아웃 포 킬》(Out For A Kill)은 미국에서 제작된 마이클 오블로위츠 감독의 2003년 액션, 범죄 영화이다. 미셀 고 등이 주연으로 출연하였고 랜들 에멧 등이 제작에 참여하였다.

## 출연

### 주연
- 미셀 고
- 코리 존슨

### 조연
- 탐 우
- 오지 유에
- 치케 찬
- 혼 핑 탱
- Chooi Kheng-Beh
- 스티븐 시걸
- 일레인 탄
- 마이클 J. 레이놀즈
- 카타 도보
- 빈센트 웡
- 레이 찰리슨
- 맥 하비
- 체 킴 페이
- 상 뢰
- 지젤 체니악
- 레이초 바실브
- 지젤레 드콜
- 아넬리아 니콜로바
- 쉐로 라프

## 기타
- 미술: 마이클 세이무어
- 세트: 브리오니 포스터
- 의상: 로잔나 노턴
- 배역: 제레미 지머먼